# Raucoules
Raucoules é uma comuna francesa na região administrativa de Auvérnia-Ródano-Alpes, no departamento de Alto Loire. Estende-se por uma área de 20,73 km². Em 2010 a comuna tinha 955 habitantes (densidade: 46,1 hab./km²).